# Удварди, Панна
Панна Удварди (венг. Panna Udvardy; род. 28 сентября 1998, Капошвар) — венгерская профессиональная теннисистка. Победительница трёх турниров WTA 125 (один — в одиночном разряде); победительница двадцати турниров ITF (одиннадцать — в одиночном разряде).

## Общая информация
Родилась 28 сентября 1998 года в Капошваре, в Венгрии.

## Спортивная карьера
В 2016—2022 годах стала победительницей одиннадцати турниров ITF в одиночном разряде.
И в 2016—2022 годах стала победительницей ещё девяти турниров ITF в парном разряде.

### 2022—2023
В июле 2022 года в партнерстве с россиянкой Аминой Аншба стала финалисткой на турнире Palermo Ladies Open в Палермо (Италия), где они в финале проиграли Анне Бондар и Кимберли Циммерманн со счётом 3-6, 2-6.
В конце мая 2023 года на Открытом чемпионате Франции в одиночном разряде, в первом раунде соревнований проиграла белоруске Ирине Шиманович со счётом 7-6, 3-6, 1-6.
Она также участвовала в парном разряде этого турнира вместе с бельгийкой Исалин Бонавентюре, где они в первом раунде соревнований победили француженок Алис Робб и Элис Тюбелло, но во втором круге они проиграли китаянкам Сюй Ифань и Ян Чжаосюань.

### 2024
В начале июня 2024 года стала финалисткой турнира WTA 125 Открытый чемпионат Апулии в Бари (Италия), где в финале проиграла румынке Анке Тодони со счётом 4-6, 0-6.

## Итоговое место в рейтинге WTA по годам
| Год  | Одиночный рейтинг | Парный рейтинг |
| 2023 | 140               | 165            |
| 2022 | 83                | 71             |
| 2021 | 115               | 244            |
| 2020 | 352               | 438            |
| 2019 | 427               | 469            |
| 2018 | 443               | 354            |
| 2017 | 360               | 419            |
| 2016 | 1034              | 1066           |